# Hoplia egregia
Hoplia egregia är en skalbaggsart som beskrevs av Gilbert John Arrow 1932. Hoplia egregia ingår i släktet Hoplia och familjen Melolonthidae. Inga underarter finns listade i Catalogue of Life.